# Ірі-Гор
Ірі-Гор (або Ро / Ра) перекладається як «Пов'язаний з Гором» або «Товариш Гора» — додинастичний фараон Стародавнього Єгипту, який правив близько 3000 року до н. е. (Накада IIIB), хоч деякі археологи мають сумніви щодо його існування. Був попередником фараона Ка.

## Правління
Правив в Абідосі та був похований у місцевому некрополі, Умм ель-Кааб (гробниця В1 — В2), поряд із с Ка, Нармером, та іншими фараонами I династії. Його ім'я відоме з грубо нашкрябаних написів на посудинах.

## Артефакти
Існує 27 пам'ятників, знайдених археологами, що належать до часів правління Ірі-Гора:
- 1. Ім'я Ірі-Гор у міському районі в Ієраконполі (?);
- 2 — 10. Пам'ятники, знайдені Фліндерсом Пітрі в Абідоському некрополі B в Умм ель-Кааб у гробнице В1. Зберігаються в музеях Ашмола, UCL (?);
- 11 — 18. Пам'ятники, знайдені німецькими археологами в гробниці В 2. Зберігаються в Абідосі. Один з пам'ятників містить приписку поряд з іменем Ірі-Гора про податок (ймовірно м'ясом) взятий з Нижнього Єгипту. Це стало першою звісткою про оподаткування у Стародавньому Єгипті;
- 19. Пам'ятник, знайдений також Пітрі під час розкопок «Некрополю — В»;
- 21. Пам'ятник, знайдений у Мішнат абу-Омар (Дельта Нілу), Ірі-Гор чи Хор-Аха (?), знак у сереху незрозумілий. Зберігається у Каїрському музеї;
- 22 — 25. Пам'ятники, знайдені в Умм ель-Кааб (Абідос), у 1990-их роках;
- 26 — 27. Винні посудини з іменем Ірі-Гора, знайдені в Телль ель-Фаркха, східна Дельта.